# Merkelcellskarcinom
Merkelcellskarcinom är en ovanlig men aggressiv form av hudcancer. Det finns en koppling mellan denna hudtumör och ljus hudtyp, solexponering, hög ålder och nedsatt immunförsvar. Mer än hälften av alla merkelcellskarcinom är belägna i huvud- och halsregionen vilket talar för att solens UV-strålning är av stor betydelse vid denna diagnos. År 2008 upptäcktes att merkelcellskarcinom har en klar koppling till ett virus som döpts till Merkel Cell Polyomavirus.
Trots att merkelcellskarcinom är en ovanlig form av hudcancer så har förekomsten hos Sveriges befolkning fördubblats de senaste 20 åren. MCC börjar ofta med en plötslig tillväxt av en röd, rosa eller rödviolett samt relativt hård upphöjning på eller under huden. Tumören växer snabbt till en knuta. Blödning kan ske i mer avancerade stadier. Tidig upptäckt och behandling med kirurgi och/eller strålbehandling är viktig. Risken för återväxt av tumören i huden, spridning till lymfkörtlar eller andra organ är relativt hög.

## Galleri av bilder

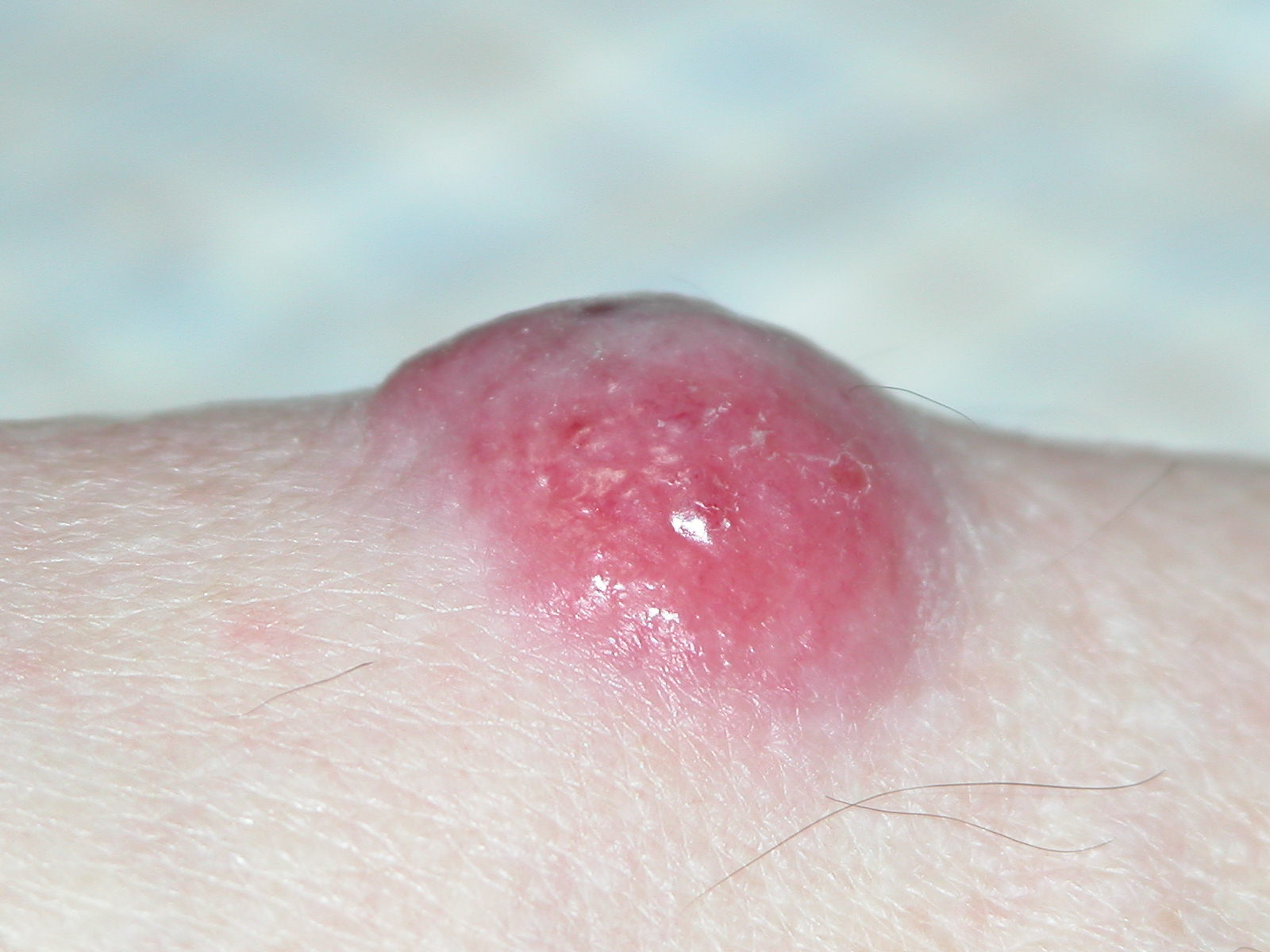
Merkelcellskarcinom på underarm
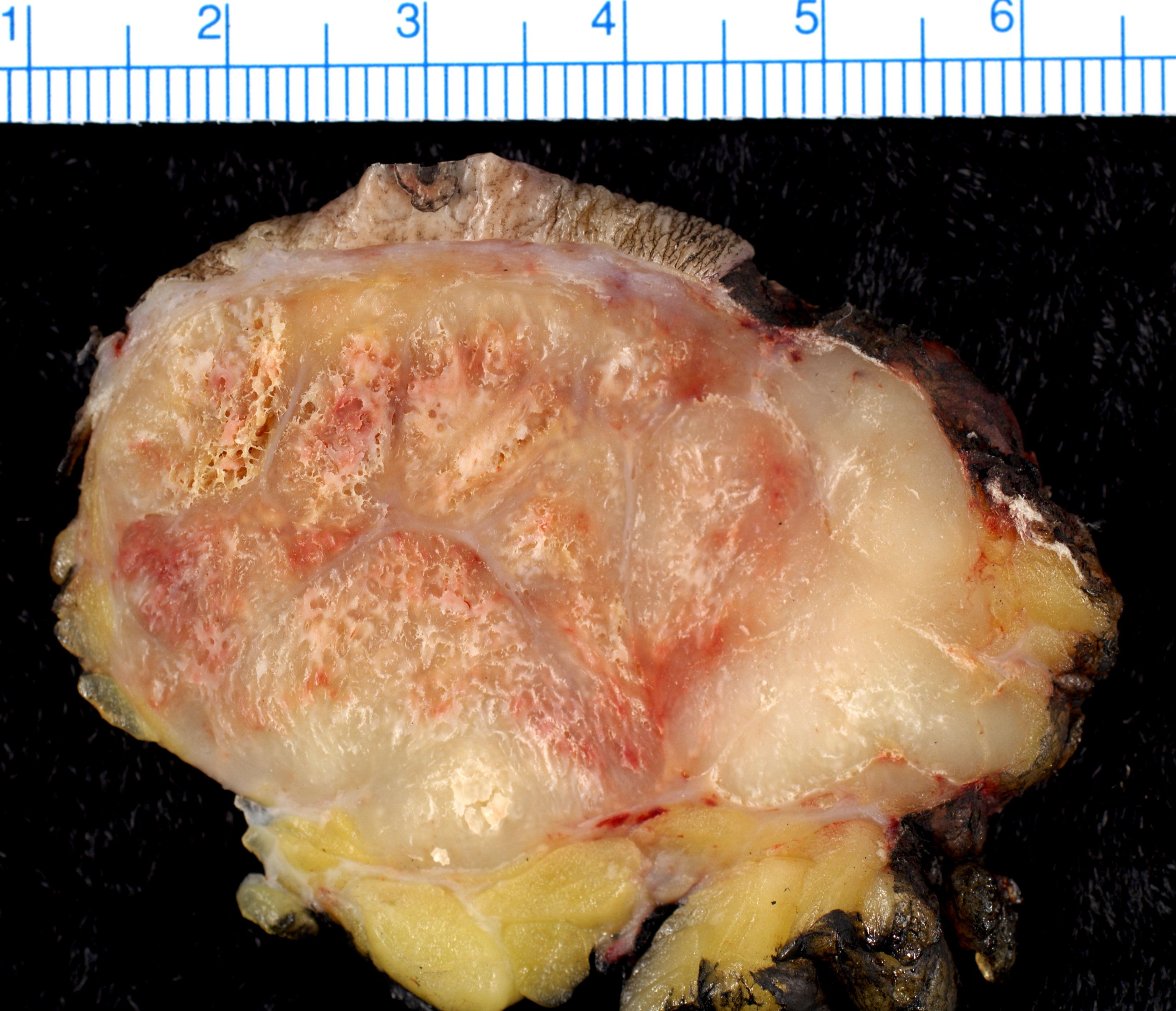
Stor merkel celltumörprov
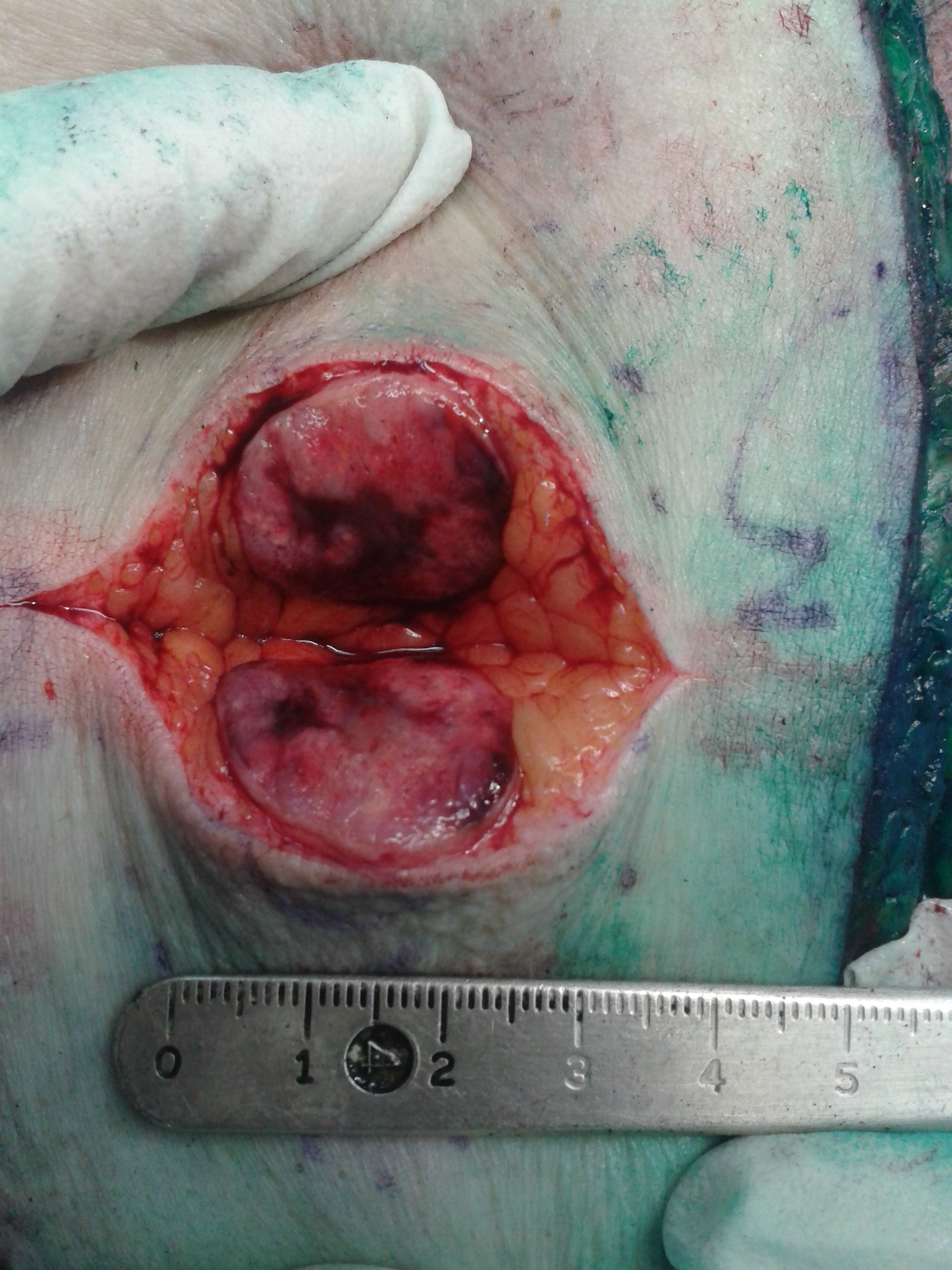
Merkelcellskarcinom dissekeras under operation
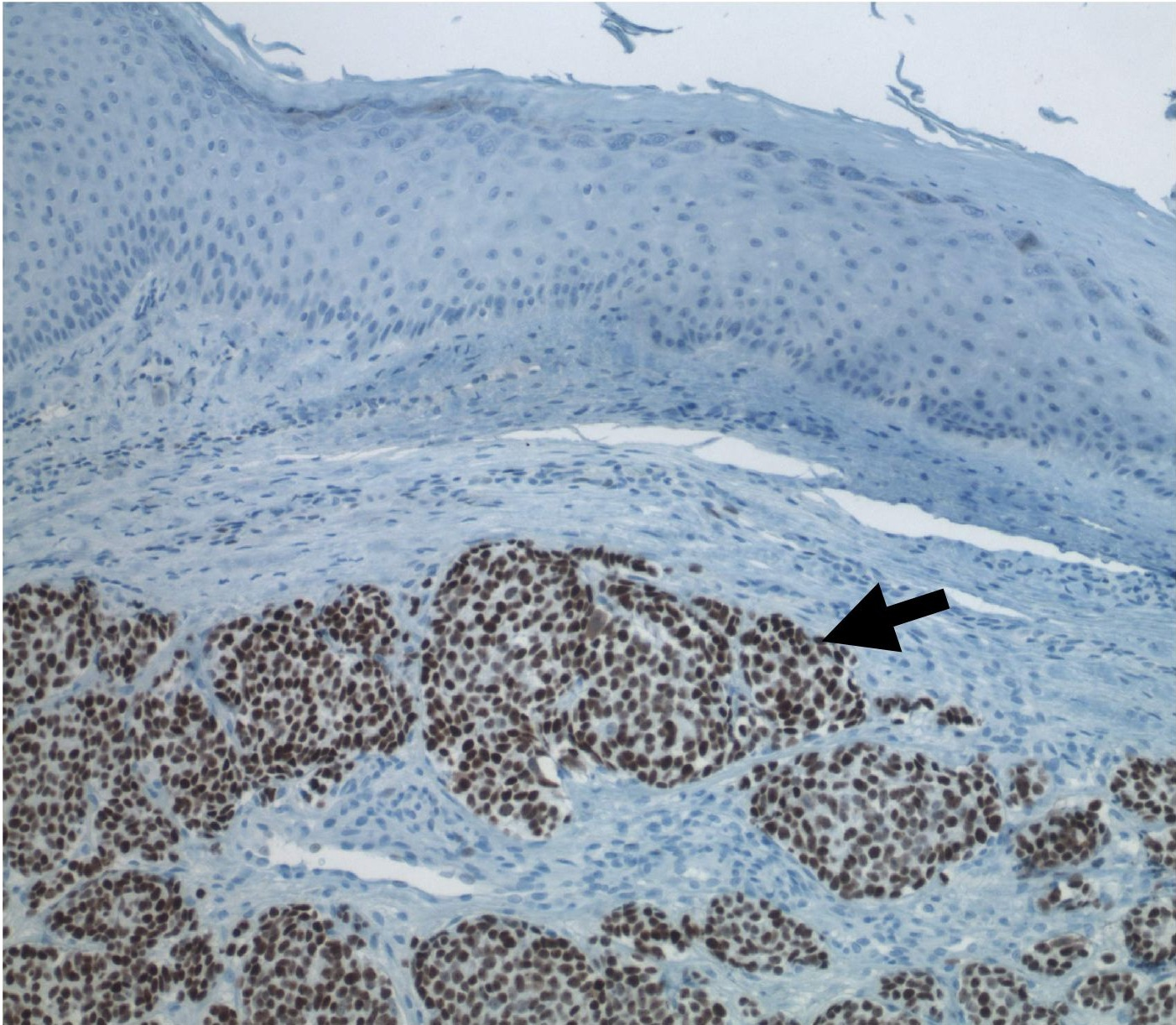
Mikrofotografi av merkelcellskarcinom